# Ґаче-Вар
Ґаче-Вар (перс. گاچه ور) — село в Ірані, у дегестані Дівшал, в Центральному бахші, шагрестані Лянґаруд остану Ґілян. У переписі 2006 року вказане як окремий населений пункт, але без відомостей про чисельність населення.